# Содом и Гоморра
Содо́м (ивр. סְדוֹם‎, Sədom — букв. «горящий»; греч. Σόδομα) и Гомо́рра (ивр. עֲמוֹרָה‎, ʿAmora — букв. «погружение, потопление»; греч. Γόμορρα) — два известных библейских города, которые, согласно Библии, были уничтожены Богом за грехи их жителей, в частности, за распутство. В более поздней библейской традиции Содом и Гоморра — олицетворение высшей степени греховности, которая навлекает на себя гнев Всевышнего Бога.
Города входили в Содомское пятиградие (Содом, Гоморра, Адма, Севоим и Сигор) и находились, согласно Ветхому Завету, в районе Мёртвого моря, однако точное место сейчас неизвестно.
Упоминание о Содоме встречается в сочинениях Страбона «География», у Иосифа Флавия в «Иудейских древностях», в «Истории» Корнелия Тацита.
Название Содома, от которого также произошло понятие «содомия», стало нарицательным для обозначения девиантного сексуального поведения.

## В Библии
Впервые Содом и Гоморра упоминаются в Библии как юго-восточная оконечность Ханаана к востоку от Газы (Быт. 10:19). В земле Содомской поселился племянник Авраама Лот, причём Содомская земля обозначена как восточный берег реки Иордан, напротив Хеврона (Быт. 10:11—12). Иезекииль утверждает, что Иерусалим с одной стороны граничит с Самарией, а с другой (с южной или юго-восточной) — с Содомом (Иез. 16:46).
Содом населяли хананеи. Царём Содома был Бер (Бера).
Ко времени Авраама относится библейское повествование о войне между шумеро-эламским войском царя Кедорлаомера и содомским войском, причём, решающее сражение произошло в долине Сиддим (примерно там Иисус Навин форсировал Иордан, прежде чем захватить Иерихон). Содомское войско было разгромлено, а Лот попал в плен. За ночную атаку на конвой пленников Авраам получил благодарность от содомского царя (Быт. 14:17) и салимского священника Мелхиседека (иевусейский Салим также считался частью Содомской земли). Библия описывает Содомскую землю как коалицию укреплённых городов-государств (аналог финикийского Угарита), во главе которых стояли цари. Основным занятием местного населения было земледелие (в том числе виноделие).
Согласно Библии, во времена Авраама Содом был цветущим и богатым городом, но, поскольку жители «были злы и весьма грешны» (Быт. 13:13), то «пролил Господь на Содом и Гоморру дождём серу и огонь от Господа с неба, и ниспроверг города сии, и всю окрестность сию, и всех жителей городов сих, и [все] произрастания земли» (Быт. 19:24—25). В Библии также говорится, что вместе с Содомом и Гоморрой около 3 900 лет назад были уничтожены Адма и Севоим. В наши дни на предполагаемом месте этих городов пока никаких следов не найдено.
Содомская земля позднее была населена потомками Лота (единственными выжившими содомлянами) и получила название Моав.

### Истребление Содома и Гоморры

#### Ветхий Завет
Повествование о грехе жителей Содома и Гоморры и истреблении этих городов содержится в тексте книги Бытия 19:4-11.

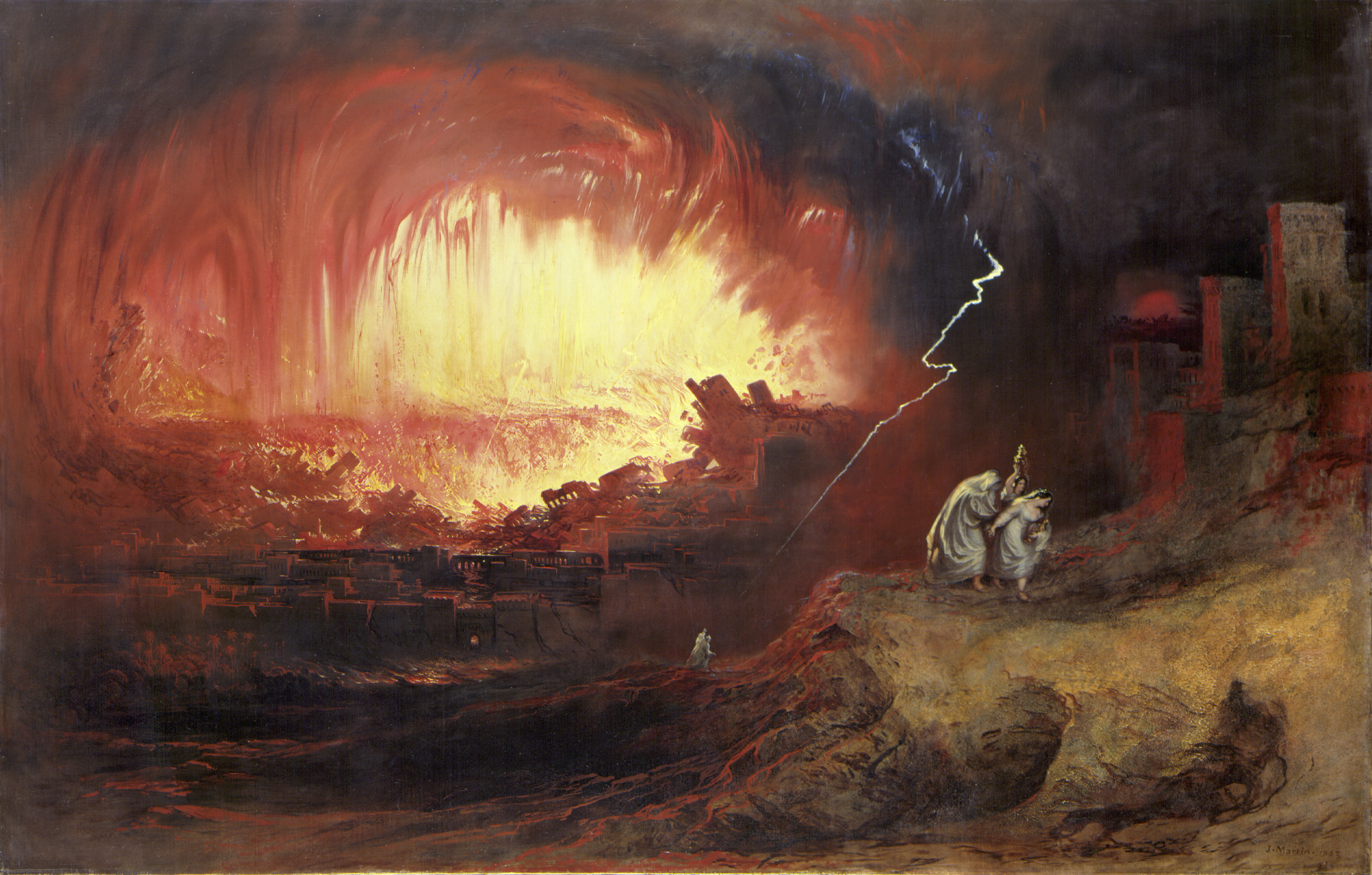
Джон Мартин, Уничтожение Содома и Гоморры, 1852 год

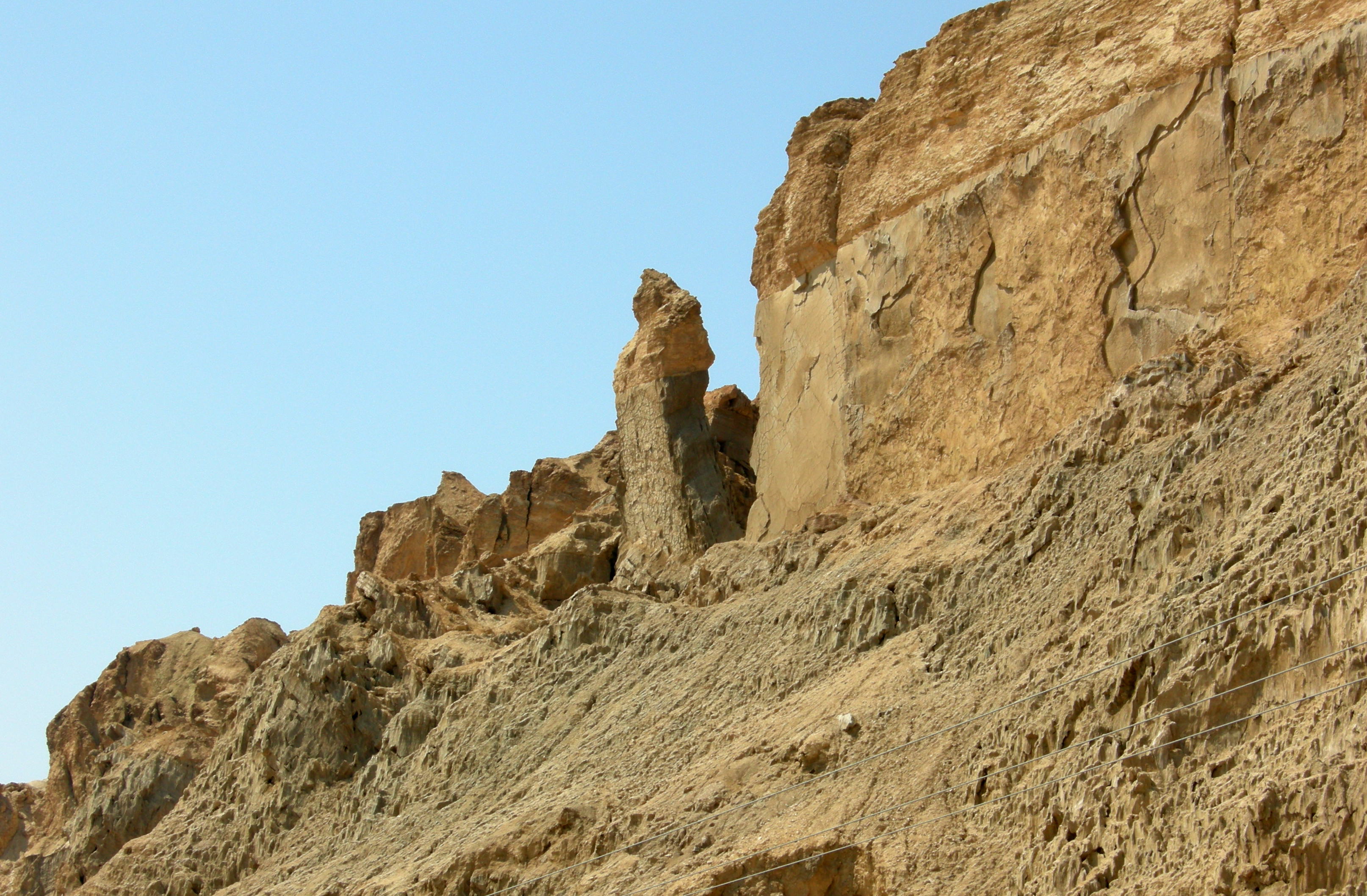
«Жена Лота» на горе Содом

В книге Бытие говорится, что накануне разрушения городов Авраам принимал Господа, который явился ему в виде трёх мужей у дубравы Мамре. Узнав о готовящемся наказании, Авраам, у которого был племянник Лот, поселившийся в Содоме, просил Господа пощадить города ради праведников, которые там могли находиться, и получил обещание от Господа, что города эти будут помилованы, если в них найдутся хотя бы десять праведников (Быт. 18:23–33). Далее произошло следующее:

И пришли те два Ангела в Содом вечером, когда Лот сидел у ворот Содома. Лот увидел, и встал, чтобы встретить их, и поклонился лицем до земли и сказал: государи мои! зайдите в дом раба вашего и ночуйте, и умойте ноги ваши, и встаньте поутру и пойдёте в путь свой. Но они сказали: нет, мы ночуем на улице. Он же сильно упрашивал их; и они пошли к нему и пришли в дом его. Он сделал им угощение и испёк пресные хлебы, и они ели.
Ещё не легли они спать, как городские жители, содомляне, от молодого до старого, весь народ со всех концов города, окружили дом и вызвали Лота и говорили ему: где люди, пришедшие к тебе на ночь? выведи их к нам; мы познаем их. Лот вышел к ним ко входу, и запер за собою дверь, и сказал [им]: братья мои, не делайте зла; вот у меня две дочери, которые не познали мужа; лучше я выведу их к вам, делайте с ними, что вам угодно, только людям сим не делайте ничего, так как они пришли под кров дома моего.
Тогда мужи те простёрли руки свои и ввели Лота к себе в дом, и дверь [дома] заперли; а людей, бывших при входе в дом, поразили слепотою, от малого до большого, так что они измучились, искав входа. Сказали мужи те Лоту: кто у тебя есть ещё здесь? зять ли, сыновья ли твои, дочери ли твои, и кто бы ни был у тебя в городе, всех выведи из сего места, ибо мы истребим сие место, потому что велик вопль на жителей его к Господу, и Господь послал нас истребить его. И вышел Лот, и говорил с зятьями своими, которые брали за себя дочерей его, и сказал: встаньте, выйдите из сего места, ибо Господь истребит сей город. Но зятьям его показалось, что он шутит.
— Быт. 19:1–14
Далее Библия повествует о том, что ангелы указали Лоту и его семье спасаться на гору, однако Лот возразил им и предложил бежать в небольшой город Сигор, расположенный ближе горы. Бог согласился на предложение Лота и обещал не уничтожать этот город «в угодность» ему (Быт. 19:15–23). Сразу после бегства Лота с семьёй с небес полились огонь и сера, и всё было сожжено. Бог сказал им не оглядываться на то, что происходит с городами, но жена Лота ослушалась запрета, оглянулась и превратилась в соляной столп (Быт. 19:24–26).

И пролил Господь на Содом и Гоморру дождём серу и огонь от Господа с неба, и ниспроверг города сии, и всю окрестность сию, и всех жителей городов сих, и [все] произрастания земли. Жена же Лотова оглянулась позади его, и стала соляным столпом. И встал Авраам рано утром [и пошел] на место, где стоял пред лицем Господа, и посмотрел к Содому и Гоморре и на всё пространство окрестности и увидел: вот, дым поднимается с земли, как дым из печи.
— Быт. 19:24–28
Однако Лот боялся жить в Сигоре, поэтому покинул город и стал жить в пещере вместе со своими дочерьми. Дочери, оставшиеся без мужей, решили напоить своего отца и совокупиться с ним, чтобы родить от него потомков и восстановить своё племя. Сначала так поступила старшая, на следующий день — младшая; обе забеременели от своего отца. Старшая родила Моава, предка моавитян, а младшая — Бен-Амми, предка аммонитян (Быт. 19:30–38).

#### Новый Завет
Эта ветхозаветная история также упоминается в Новом Завете в контексте осуждения за дерзостное греховное поведение, разврат и блудодейство — «Как Содом и Гоморра и окрестные города, подобно им блудодействовавшие и ходившие за иною плотью, подвергшись казни огня вечного, поставлены в пример» — Иуд. 1:7,8. См. также 2Пет. 2:6-12.
В Новом Завете Содом и Гоморра являются символами крайней нечестивости и вечного наказания.

## Содом и Гоморра в богословии

### Иудаизм
Иудаизм на протяжении своей истории рассматривает гомосексуальность в качестве категорически запретного действия, за которое закон Моисея налагал смертную казнь. Согласно Электронной еврейской энциклопедии, в библейском рассказе о Содоме упоминается гомосексуальность. Энциклопедия подчёркивает, что «иудаизм категорически запрещает противоестественные половые связи», такие как гомосексуальность и скотоложство.
Согласно повествованию о падении Содома и Гоморры, они были уничтожены Богом за нечестивость их жителей. В самом Содоме не нашлось и десяти праведников, и только Лоту с семьёй позволено покинуть Содом перед его гибелью. В последующих текстах Библии наказание Содома и Гоморры является примером гнева Бога и служит предостережением наказания за грехи людей. В Аггаде Содом воплощает и символизирует порочность.
Классический комментарий главного раввина Британской империи Йосефа Цви Герца, известный как комментарий Сончино, в трактовке слов о «великом вопле» на Содом и его «великом грехе» объясняет, что эти слова описывают «крик тех, кто страдал от предельной жестокости и развращенности» жителей Содома и «призывал Небеса отомстить». В комментарии отмечается неприязнь к чужакам и жестокость к тем, кто не придерживался бесчеловечных законов, установленных в этом городе. В качестве иллюстрации приводится мидраш, согласно которому девушка, кормившая не нашедшего пристанище бедняка, была раздета, вымазана мёдом и брошена под палящее солнце, чтоб её жалили пчёлы. В 12-томной энциклопедии на английском языке Jewish Encyclopedia, изданной в начале XX века, в статье о Содоме в числе грехов города, изложенных на основе Устной Торы, указаны вопиющие несправедливости судей и жестокость жителей Содома, особенно к тем, кто совершал дела милосердия, а также языческое поклонение небесным светилам. Сексуальные грехи в этом изложении не упомянуты. По утверждению популяризатора Торы Артура Казвейла, выделение «противоестественных» сексуальных актов, не направленных на воспроизводство потомства, известных как «содомия», в качестве причины уничтожения городов является ошибочным. По его словам, ясное представление о грехах городов даёт текст Торы в комбинации с Устной Торой: «эти грехи состоят в отсутствии сочувствия, извращении правосудия, чрезмерном богатстве, подчинении и жестокости».

### Христианство
В христианском богословии Содом и Гоморра стали нарицательными для обозначения крайней степени сексуальной аморальности, крайней порочности и дерзостной греховности. Библия описывает содомлян как «жители же Содомские были злы и весьма грешны пред Господом» (Быт. 13:13), падение и гибель городов описывается как следствие их грехов и упоминается в Новом Завете в посланиях Иуд. 1:7,8 и 2Пет. 2:6-12 в контексте осуждения за дерзостное греховное поведение.
Христианское богословие традиционно связывает грех Содома и Гоморры с крайним развращением их жителей, которое проявилось, в частности, в гомосексуальных актах. Согласно тексту Основ социальной концепции РПЦ, Бог наказал жителей Содома «именно за грех мужеложества». Православная энциклопедия уточняет, что церковная традиция понимает под этим грехом в данном случае попытку гомосексуального насилия над гостями. Православный церковный историк В. В. Бурега отмечает, что в современной библеистике происходит изменение взглядов, и «даже те библеисты, которые настаивают на традиционно жёстком отношении к гомосексуализму, соглашаются, что указанный отрывок из Книги Бытия всё же не содержит ясного осуждения гомосексуализма», понимаемого в значении гомосексуального поведения в общем смысле. Специалист по Ветхому Завету Гордон Венам пишет: «комментаторы Библии понимают, что требование со стороны жителей Содома „познать“ посетителей их города является требованием гомосексуального сношения». Древнееврейский глагол yada («познал»), используемый для описания действий сексуального характера, явно указывает на сексуальные намерения жителей города.
Говоря о грехе гомосексуальных сношений, комментаторы Библии указывают и на прочие грехи. Особенную тяжесть преступлениям содомлян добавляет направленность их действий на гостей. На это обращает внимание, в частности, теолог и библеист Роберт Гэгнон, который делает акцент на том, что тяжесть греха Содома и Гоморры заключалась в попытке сексуальных надругательствах над гостями. По мнению Венама, речь идёт не о гомосексуальности как таковой, а о нападении на гостей с отчётливыми гомосексуальными намерениями. По мнению священника Льва Шихлярова, поведение содомлян свидетельствует не только о половой, но главным образом о духовной извращённости, ненависти и жестокости. В Толковой Библии Лопухина указывается, что «вся тяжесть преступного поведения содомлян состояла в ненормальности и извращённости их полового чувства, порождавшей противоестественные пороки деторастления и мужеложства, получившие после техническое наименование „содомского греха“». Там же сказано, что дела Содома и Гоморры, дошедшие до Бога и повлёкшие возмездие, указывают на «грех притеснения слабых сильными, соединённый с кровопролитием и убийством», чем «страдали и жители Содома, которые отличались крайней нравственной распущенностью и высокомерно-презрительным отношением к низшим и слабейшим (Иез. 16:47-56)». Архиепископ Лука (Войно-Ясенецкий) в комментарии к Новому Завету пишет: «„ходившие за иною плотию“ — это значит, что Содом и Гоморра предавались мужеложеству и скотоложеству, и за это „подвергшись казни огня вечного, поставлены в пример“».
В своих комментариях этих стихов христианские богословы обращают внимание не только на сексуальный характер греховного поведения («блудодействующие», «неистово развратные»), но и на исключительную дерзость и наглость тех, чьи грехи сравнивают с грехами Содома и Гоморры, — примером греха человеческого и суда Божия, а также символом последствий нарушения основополагающего принципа святости — смешения несовместимого. Уильям Баркли указывает, что апостол Иуда напоминает судьбу Содома любителям пороков — тем «мечтателям, которые оскверняют плоть» (Иуд. 1:8), в том числе оскверняющим себя половыми извращениями, но оправдывающими себя благодатью Божией (Иуд. 1:4), тем самым извращая смысл Божьей благодати.

### Ислам
Ислам рассматривает гомосексуальные отношения как безусловно греховные. Текстом Корана, упоминающим однополые сексуальные отношения, является история Лута (библейского Лота), который жил в городе Садум (Содом) как пророк. Город Садум был исполнен греха и распутства, проживающие в нём люди занимались ливатой (гомосексуальностью).
Попытки Лута отвратить этих людей от греха оказались безуспешными, и в конечном итоге, Всевышний уничтожил этот город вместе с их жителями.

## Упоминания у древних историков

### Сочинения Страбона
Греческий историк и географ Страбон писал: «В пользу того, что эта земля насыщена огнём, приводят много других доказательств. Так, около Моасад показывают обрывистые обожжённые скалы и во многих местах расселины и подобную пеплу почву: из гладких скал каплями струится смола, и кипящие потоки издали распространяют зловоние; там и сям попадаются разрушенные жилища. Поэтому приходится верить весьма распространённым среди местных жителей преданиям о том, что некогда здесь было 13 населённых городов, из которых главный город — Содомы — имел около 60 стадий в окружности. От землетрясений, извержений огня и горячих асфальтовых и сернистых вод озеро внезапно вышло из берегов, и огонь охватил скалы; что же касается городов, то одни были поглощены землёй, а другие покинули жители, ещё имевшие возможность бежать. По словам Эратосфена, который утверждает противное, территория эта некогда была озером и большая её часть обнажилась, поднявшись над водой вследствие извержений, как это имело место и в Фессалии».

### Корнелий Тацит
Римский историк I — II веков н. э. Публий Корнелий Тацит упоминал города Содом и Гоморра и их сожжение огнём с неба: «…расстилаются равнины, которые… были некогда плодородные и покрытые многолюдными городами, а после выжжены небесным огнём… остатки городов видны и поныне, земля же с тех пор как бы… обуглилась и не может плодоносить. Всякое растение, посаженное ли рукой человека, или само пробившееся… вянет, чернеет и рассыпается в прах. Что до гибели некогда славных и великих городов, то я готов верить, что их спалил небесный огонь...».

### Иосиф Флавий
Иосиф Флавий, иудейский историк I века н. э., в своих трудах пишет: «…область Содома, некогда богатая своим плодородием и благосостоянием городов, ныне же всецело выжженная. Она, как говорят,  вследствие греховности её жителей была уничтожена молнией» [«Иудейская война», кн. 4,8, с. 302]. «Возгордясь своим богатством и обилием имущества, содомитяне в это время стали относиться к людям свысока… перестали быть гостеприимными и начали бесцеремонно обходиться со всеми людьми. Разгневавшись,… Господь Бог порешил наказать их за такую дерзость, разрушив их город и настолько опустошив их страну, чтобы из неё уже более не произрастало ни растения, ни плода… Господь поразил город огненными молниями, сжёг его вместе с жителями и равным образом опустошил всю область» [«Иудейские древности», кн.1, 11].

## Археологические исследования и местоположение

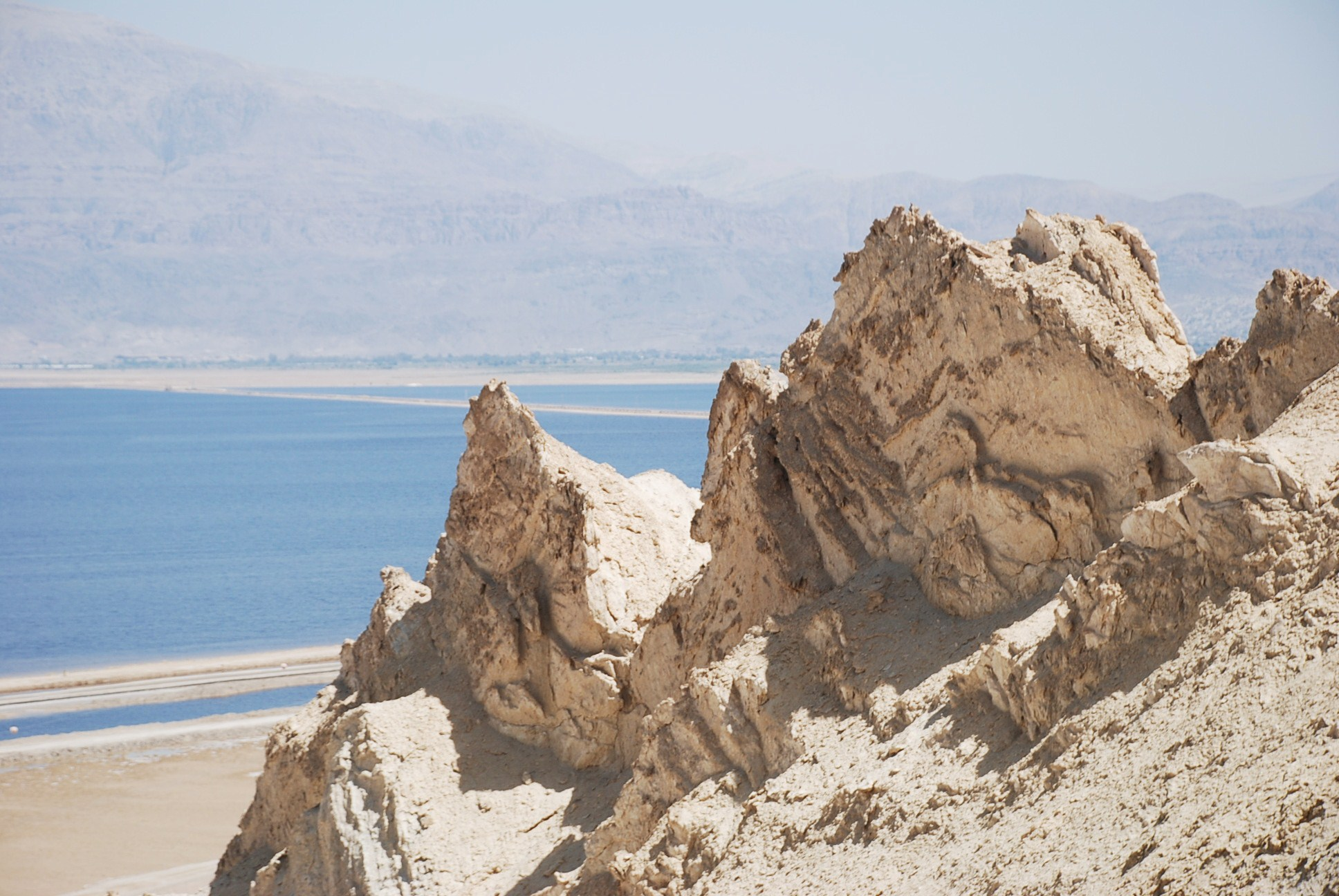
Содомские горы, Израиль

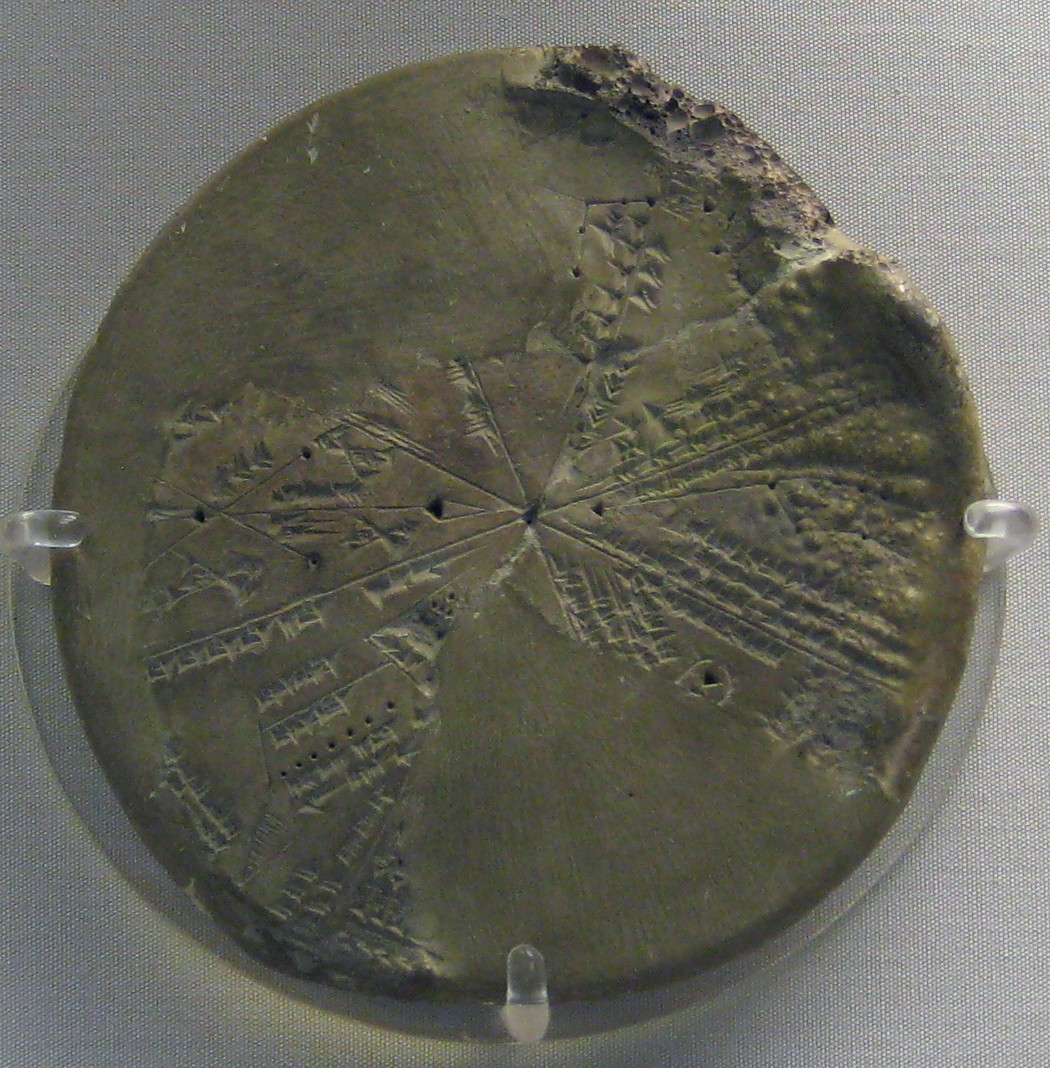
Древняя ассирийская круглая табличка XVII века до н. э. из библиотеки Ашшурбанипала (экспонат K8538), Британский музей

Некоторые представители научного сообщества подвергают сомнению историческую достоверность самого существования этих городов, в то же время ряд других представителей современного научного мира признают факт существования в древности (третье тысячелетие до н. э.) упомянутых в Библии Содома, Гоморры и других городов возле южной оконечности Мёртвого моря.
- На протяжении 1965—1967 и 1973—1979 годов было проведено пять экспедиций, в результате которых местоположение Содома так и не было определено[36].
- В 2000 году была проведена британская археологическая экспедиция под руководством учёного Майкла Сандерса. Её участники полагают, что сумели определить максимально точные координаты развалин Содома на дне Мёртвого моря. Поиск вёлся в северо-восточной акватории, что полностью противоречит опирающейся на Библию теории, что Содом был расположен в южной оконечности Мёртвого моря. Открытие британских учёных основывалось на фотоматериалах с американского космического корабля типа «Шаттл», зафиксировавшего аномалии на дне Мёртвого моря у берегов Иордании[36].
- Специалисты из Trinity Southwest University в Альбукерке (Нью-Мексико, США) под руководством Стивена Коллинза[англ.] выдвинули предположение, что руины древнего комплекса Бронзового века в местечке Телль-эль-Хаммам в Иордании могут оказаться руинами Содома[37]. Учёные отмечают, что исследуемые ими руины расположены на севере от Мёртвого моря, что противоречит распространённому сегодня мнению о том, что Содом и Гоморра лежали к югу от Мёртвого моря. Однако Коллинз в доказательство своей теории утверждает, что в древности было принято селиться именно в северной части побережья[38]. Кроме того, учёный ссылается на сами библейские тексты, в которых утверждается, что Содом был виден с Вефиля и Гая и располагался в «окрестности Иорданской» (Быт.13:10). Коллинз приводит и другие географические приметы, найденные им в Ветхом Завете[39][40].
- В 2008 году британцы Алан Бонд и Марк Хемпселл опубликовали книгу, в которой выдвинули гипотезу об уничтожении Содома и Гоморры астероидом. В качестве доказательства авторы опирались на древнюю клинопись, найденную в середине XIX века в руинах царской библиотеки в Ниневии и хранящуюся в Британском музее под номером К8538[41][42][43].
- 18 декабря 2010 года Россия и Иордания подписали соглашение о совместном обследовании дна Мёртвого моря для поиска следов Содома и Гоморры в районе древнего города Баб-эд-Дра[44] (en:Bab edh-Dhra), где, согласно фотосъёмке NASA, возможно, сконцентрированы развалины. Поиски должны были начаться с 2011 года. Российская компания была выбрана для проекта по причине устойчивости её глубоководного оборудования к крайне солёной воде Мёртвого моря. По неподтверждённым сведениям, Израиль ранее уже предпринимал попытки исследовать этот район с помощью глубоководных аппаратов, но они не увенчались успехом[45].
- В 2021 году были опубликованы результаты исследований, согласно которым в 1650 году до н. э. над городом Телль-эль-Хаммам (современная Иордания), недалеко от Иерихона произошёл атмосферный взрыв астероида мощностью 12—23 мегатонн, и в результате площадь около 50 километров в диаметре была покрыта слоем соли (вероятнее всего из Мёртвого моря), и около 120 поселений были заброшены на 600 лет, на основании чего исследователями было сделано предположение, что именно это событие послужило основой для истории о Содоме и Гоморре[46][47][48][49]. Исследование было неоднозначно принято научной общественностью[50], в 2025 году статья была отозвана.

## Переносные значения
Выражение «содом» («содом и гоморра») иносказательно означает место крайнего разврата, где попираются моральные устои общества. Реже — в значении «ужасный беспорядок», «беззаконие». От названия города Содом происходят слова «содомия», «содомит», «содомский грех». В современном русском языке данные термины часто подразумевает половую связь между лицами одного пола (мужеложство). В других языках под содомией понимаются оральный секс и анальный секс между лицами как одного, так и разных полов, а также сексуальные контакты с животными (зоофилия). В современном русском разговорном языке «содомом» называется также шум, беспорядок, суматоха.

## Экранизации
- «Содом и Гоморра» (1922) — австрийский фильм режиссёра Михаэля Кёртица.
- «Лот в Содоме» (1933) — экспериментальный звуковой фильм Джеймса Сибли Уотсона.
- «Нитратные поцелуи» (1992) — экспериментальный фильм Барбары Хаммер, который использует кадры из фильма «Лот в Содоме».
- «Содом и Гоморра» (1962) — фильм режиссёра Роберта Олдрича, который изображает уничтожение двух городов в наказание их упадка и человеческой жестокости.
- «Библия» (1966) — художественный фильм режиссёра Джона Хьюстона, экранизация некоторых библейских рассказов.
- «Древний Апокалипсис: Содом и Гоморра» (англ. Ancient Apocalypse: Sodom and Gomorrah) — документальный фильм, снятый BBC в 2001 году.
- «Разгаданные тайны Библии. Содом и Гоморра» (англ. Biblical Mysteries Explained. Sodom and Gomorrah) — документальный фильм, снятый Discovery в 2009 году.
- «Начало времён» (2009) — художественный фильм, по сюжету главные герои попадают в Содом.